# Vynalézavost
Vynalézavost je schopnost chytře řešit problémy, být nápaditý, důmyslný. 

## Etymologie
Anglické slovo ingenuity vychází z latinského ingenuitas a ingenuus, v pozdním 16. století používán anglický termín ingenuity ve významu „ušlechtilost, vynalézavost“. Některé zdroje hovoří o spojitosti slova ingenuity a inženýrství, ve smyslu anglického slova engine, z kterého slovo inženýrství vychází. Slovo engine (z lat. ingenium, lat. významem nadání, talent, povaha; novodobý anglický význam slova engine je poté motor, stroj) se objevuje jako „výsledek vynalézavosti, tajného plánu nebo léčky“ („the product of ingenuity, a plot or snare“). Zvláště z tohoto spojení je možné odvodit, že vynalézavost se dotýká sféry technologického pokroku a rozvoje, kde je při vývoji nových technologií zapotřeba uplatnit nové, originální způsoby řešení problémů při takovém vývoji vyvstávajících.

## Definice
V oblasti psychologie anglický výraz ingenuity poprvé definoval americký psycholog John C. Flanagan jako „demonstrovanou míru schopnosti řešit problémy chytrým, neobvyklým, důmyslným či překvapivým způsobem“. O ingenuitě dále hovoří jako o vlastnosti, se kterou osoba „dovede přijít na neobvyklé řešení v relativně krátkém čase“, kdežto osoba, která ingenuitou nedisponuje, podle Flanagana „na takové řešení nepřijde, ani kdyby měla velké množství času“.
V dalších obdobích se objevilo několik odlišných definic vynalézavosti, za zmínku stojí definice kanadského politologa Thomase Homer-Dixona v knize The Ingenuity Gap z roku 2001, která v kontextu omezených zdrojů a klimatické krize zní: vynalézavost je... „set instrukcí, které nám říkají, jak uspořádat složky našeho sociálního a fyzického světa tak, abychom dosáhli svých cílů“. V jeho pojetí je tak vynalézavost vnímána více jako záležitost celé společnosti, spíše než jednotlivce, a stejně tak společnosti dopomáha se na globální úrovni rozvíjet například zdokonalováním počítačových technologií. Autor v knize poukazuje také na to, že s rostoucí komplexitou světa nabývají nároky na společenskou míru ingenuity s množstvím nových, doposud neřešených, nepředvídatelných problémů.
Vynalézavost bývá, stejně jako částečně v pojetí výše zmíněného Thomase Homer-Dixona spojována nejen s řešením určitého problému, ale s řešením takového problému v kontextu omezených zdrojů či nástrojů. V Knize Jugaad Innovation od autorů Navi Radjou, Jaideep Prabhu a Simone Ahuja je vynalézavost definována jako „pružná mentalita, která je schopna přeměnit nedostatek v příležitost“. Vynalézavost tedy může být pojímána i jako důležitá složka kvalitních podnikatelských záměrů, ve kterých je potřeba identifikovat problém například v podobě nějakého tržního nedostatku, a tento problém rozpoznáním oné příležitosti přetavit v zisk.
Další definice, které do jisté míry kombinují výše zmíněné, dodávají další faktory, se kterými je vynalézavost spojena. V knize Ingenuity od autorů Paula Kirkhama, Simona Moseye a Martina Binkse je vynalézavost popsána jako: „Kreativní proces řešení problému, při kterém jsou rozpoznány možné příležitosti, dochází ke změně perspektivy a objevu nových kombinací vědění, zkušeností a zdrojů.“ V tomto pojetí je novým prvkem důraz na kombinaci různých sfér vědění a zkušeností, které v tvůrčím procesu dopomohou novým, inovativním řešením úkolu či problémů.